# Bellihal, Lingsugur
Bellihal là một làng thuộc tehsil Lingsugur, huyện Raichur, bang Karnataka, Ấn Độ.